# Arrondissement di Gros-Morne
L'arrondissement di Gros-Morne è un arrondissement di Haiti facente parte del dipartimento dell'Artibonite. Il capoluogo è Gros-Morne.

## Geografia antropica

### Suddivisioni amministrative
L'arrondissement di Gros-Morne comprende 3 comuni:
- Gros-Morne
- Anse-Rouge
- Terre-Neuve